# Ervín Schulhoff
Ervín (Erwin) Schulhoff (8. června 1894 Praha – 18. srpna 1942 Wülzburg) byl československý hudební skladatel a klavírista židovského původu. Byl otcem českého filmového režiséra Petra Schulhoffa.

## Život
Ervín Schulhoff pocházel z německy hovořící židovské hudební rodiny. Po matce byl vnukem houslového virtuosa Heinricha Wolfa (1813–1898) a jeho prastrýcem byl žák V. J. Tomáška, hudební skladatel Julius Schulhoff (1825–1899). Na pražskou konzervatoř byl přijat již v deseti letech na doporučení Antonína Dvořáka a stal se žákem Jindřicha Kàana. Poté pokračoval ve studiu ve Vídni, Lipsku a v Kolíně nad Rýnem. Mezi jeho učiteli byl i Max Reger. V devatenácti letech získal klavírní cenu Felixe Mendelssohna-Bartholdyho a o pět let později i cenu za kompozici.
Za první světové války bojoval v řadách italských legionářů. Po válce žil Schulhoff v letech 1919 až 1923 v Německu. Válečná zkušenost poznamenala jeho pohled na svět i na umění, v Drážďanech se proto připojil k německé levicové avantgardě a založil se svými přáteli-umělci skupinu „Werkstatt der Zeit". Zajímal se o expresionismus a atonalitu, inicioval koncerty představující tvorbu Druhé vídeňské školy. Poté se přidal k berlínskému dadaistickému hnutí vedenému malíři Groszem a Otto Dixem. Z té doby pochází také silné zaujetí jazzem. Inspirovalo jej i dílo Igora Stravinského a po jeho vzoru používal současně postupy impresionismu, expresionismu i neoklasicismu.
V roce 1923 se vrátil do Československa a věnoval se koncertní činnosti a to zejména propagaci nejmodernějších skladatelských směrů. Spolupracoval s Aloisem Hábou na rozvoji čtvrttónové hudby. Stal se klavíristou Československého rozhlasu v Praze, Brně i v Ostravě. Spolu s Oldřichem Letfusem vytvořil klavírní duo, které se zabývalo převážně interpretací soudobé hudby. Kromě toho vyučoval na pražské konzervatoři skladbu.
Ve své tvorbě vycházel z pozdního impresionismu a expresionismu, brzy však získala jeho tvorba experimentální charakter. Jeho díla vynikají pregnantními rytmy a zvukovou barevností. Do jeho tvorby se promítlo i poválečné opojení jazzem, jehož prvky přenesl i do svých vážných skladeb. Stal se významným hostem festivalů Mezinárodní společnosti pro soudobou hudbu.
Ve třicátých letech se Schulhoff pod vlivem nastupujícího nacistického režimu, který kvůli jeho židovskému původu způsobil konec jeho kariéry v Německu, stal vášnivým zastáncem komunistických idejí. V roce 1932 zhudebnil Komunistický manifest a o rok později odjel do Sovětského svazu, kde získal čestné občanství. S tím souvisí i přerod umělecký. Odvrhl všechny experimentální směry a snažil se o hudbu všeobecně srozumitelnou. Výrazem toho je např. Symfonie svobody z let 1940/41.
Neopustil však nikdy jazz. V letech 1933 až 1935 hrál v orchestru Jaroslava Ježka v Osvobozeném divadle v Praze a až do roku 1939 i v ostravském rozhlase. Zkomponoval dokonce jazzové oratorium „H.M.S. Royal Oak“ (1930) pro vypravěče, jazzového zpěváka, smíšený sbor a jazzový orchestr. Z tohoto inspiračního zdroje pochází jeho patrně nejznámější skladba „Hot Sonate“ (1930) pro altový saxofon a klavír.

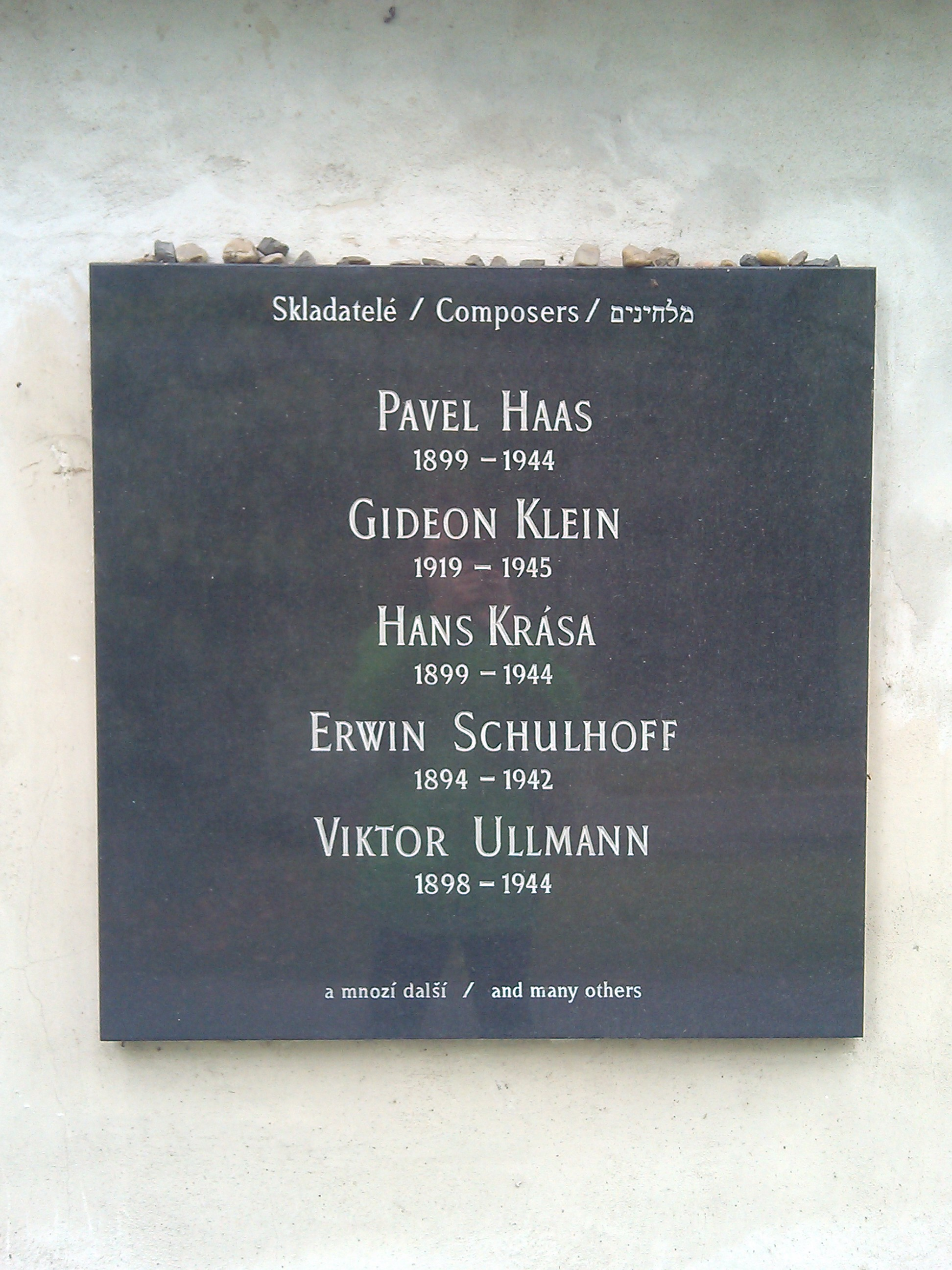
Pamětní deska umučeným skladatelům na pražském Novém židovském hřbitově

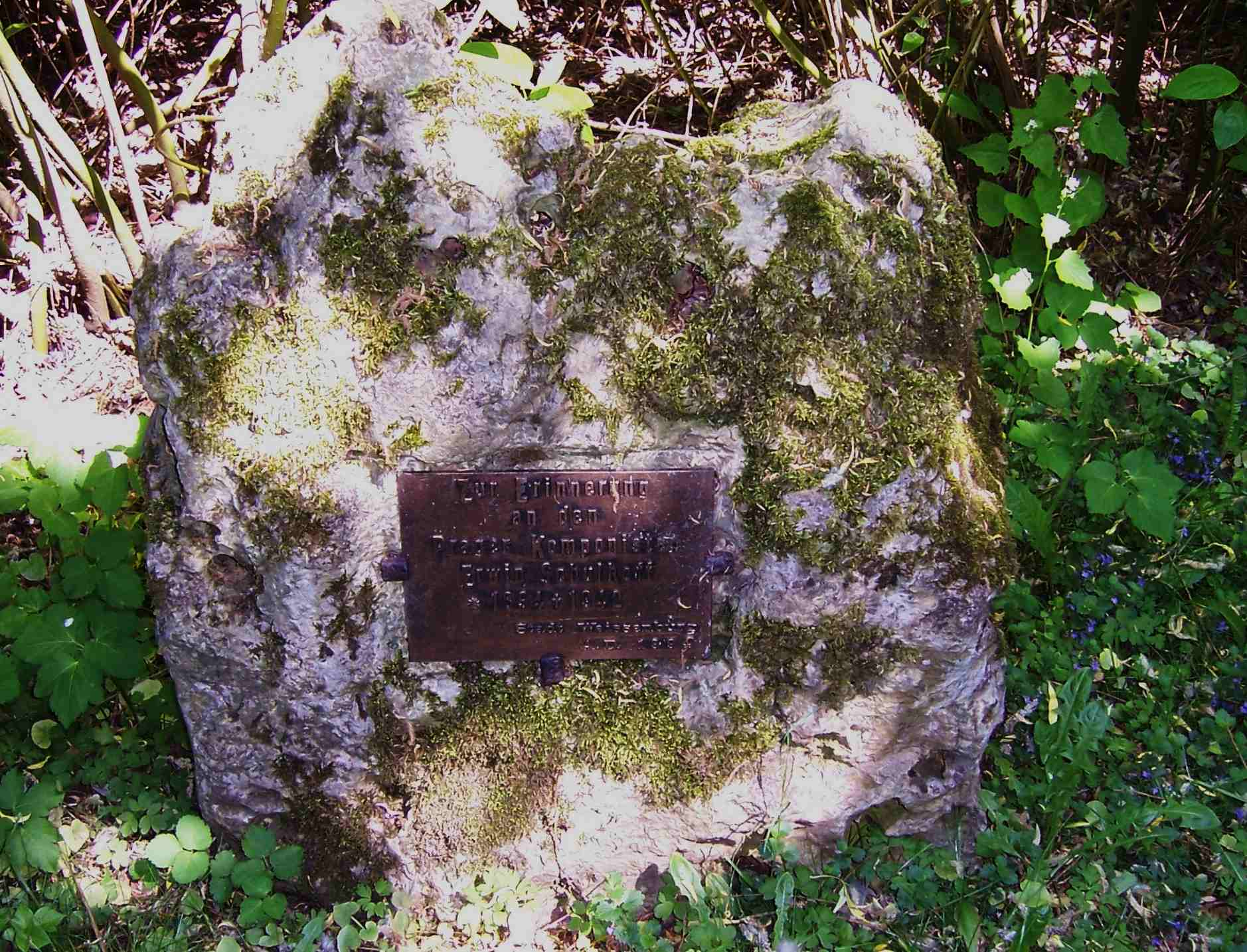
Náhrobek na hřbitově ve Weißenburgu

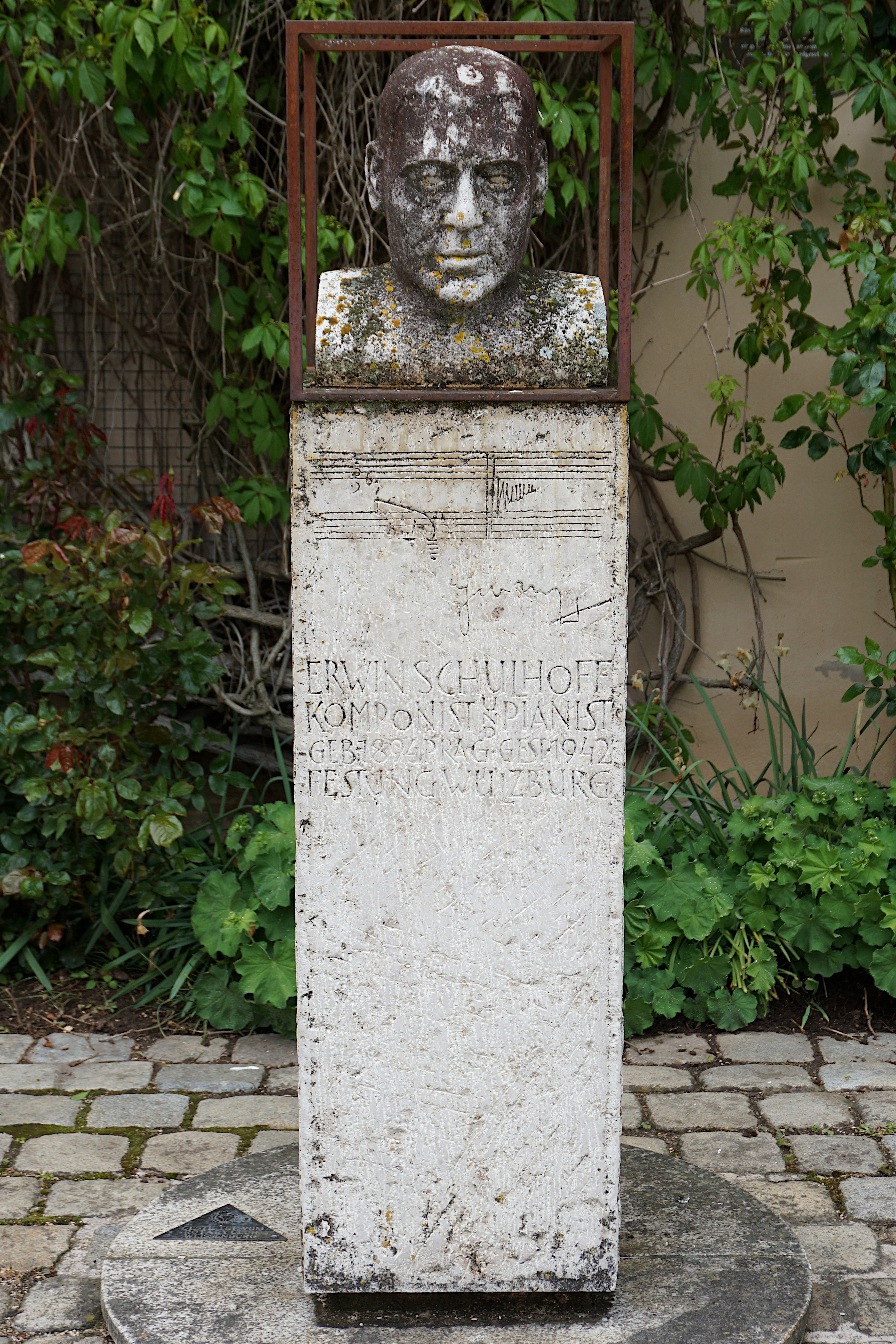
Bysta ve Wülzburgu

Po okupaci Československa v roce 1939 hodlal Schulhoff emigrovat do Sovětského svazu. Během čekání na vízum však byl 23. června 1941, druhý den po napadení Sovětského svazu Německem, v Praze zatčen. Byl deportován do koncentračního tábora Wülzburg v Bavorsku, kde 18. srpna 1942 zemřel na tuberkulózu. Jeho dvě poslední symfonie (č. 7 a 8), na nichž začal pracovat ve vězení, zůstaly nedokončeny.

## Dílo
- 1. Symfonie, op. 50 (1925)
- 2. Symfonie, op. 81 (1932)
- 3. Symfonie, op. 85 (1935)
- 4. Symfonie, op. 88 – Španělská (1936-37)
- 5. Symfonie, op. 89 – À Romain Rolland (1938/39)
- 6. Symfonie, op. 94 – Symfonie svobody (1940/41)
- 7. Symfonie, op. 98 – Eroica (1941, klavírní skica)
- 8. Symfonie, op. 99 (1942, skica)
- Plameny (opera) libreto: Karel Josef Beneš, 1932
- Bařtipán, hudba k divadelní hře Molière: Měšťák šlechticem, premiéra: 23. září 1926 Národní divadlo.[3]
- Ogelala, (balet)
- H.M.S. Royal Oak (jazzové oratorium – 1930)
- Hot Sonate pro altový saxofon a klavír (1930)
- Komunistický manifest, op. 82 (1932), text podle Komunistického manifestu Karla Marxe a Bedřicha Engelse zpracoval Rudolf Fuchs.[4]

- 2 klavírní koncerty
- Die Wolkenpumpe – písňový cyklus pro baryton,dechové a bicí nástroje na slova Hanse Arpa, Op. 40 (1922)
- Suita pro komorní orchestr
- Divertissement pro hoboj, klarinet a fagot
- Smyčcová kvarteta a smyčcový sextet
- 3 klavírní sonáty
- Bassnachtigall, Tři skladby pro kontrafagot (1922)
- Sonata Erotica pro trubku (1919)
- Landschaften – Symfonie pro mezosoprán a orchestr, op. 26 (1912)
- Menschheit – Symfonie pro alt a orchestr, op. 28 (1919)